# Дочь хозяина таверны
«Дочь хозяина таверны» (англ. The Tavern Keeper's Daughter) — американский короткометражный боевик Дэвида Уорка Гриффита.

## Сюжет
Фильм рассказывает о пожилом охотнике, который живёт вместе со своей дочерью в Южной Калифорнии. Он владеет сельской таверной, в которой останавливались многочисленные шахтёры и путешественники. Но среди посетителей таверны были и неприятные личности, вроде мексиканца, который влюбился в дочь охотника...

## В ролях
| Актёр           | Роль       |
| --------------- | ---------- |
| Джордж Гебхардт | мексиканец |
| Эдвард Диллон   | отец       |
| Флоренс Ауэр    | мать       |
| Мэрион Леонард  | дочь       |
| Гарри Солтер    | старик     |
| Мэрион Саншайн  |            |